# ゴットフリート・アッヘンヴァル
ゴットフリート・アッヘンヴァル（ドイツ語: Gottfried Achenwall、1719年10月20日 - 1772年5月1日）はドイツの哲学者、歴史家、経済学者、法学者、統計学者。王立芸術院士で、統計学を創設した人物の一人とされる。

## 略歴
ポーランド＝リトアニア共和国のエルブロンクで生まれた。1738年よりイェーナ大学、ハレ大学で教育を受け、続いてイェーナ大学に戻った後ライプツィヒ大学で教育を受けた。1743年から1746年までドレスデンで監査役として働き、1746年にライプツィヒ大学の哲学部から修士学位を得る。続いてマールブルク大学で助教授として歴史、統計学、自然法、国際法を教える。1748年、ゲッティンゲン大学に哲学の員外教授として招聘され、1753年には哲学の正教授と法学の員外教授になった。1761年に自然法と政治の教授になり、1762年に自然法と国際法の博士になる。
1765年、イギリス王家とハノーファー選帝侯領の宮廷顧問になる（当時イギリスとハノーファーは同君連合を組んでいた）。その前にはジョージ3世からの資金援助を得て1751年にフランス王国と旧スイス連邦を旅し、1759年にはネーデルラント連邦共和国とイングランドを旅した。1772年、ゲッティンゲンで死去。享年52。

## 業績
経済学では「中道重商主義」に属したが、最もよく知られた業績は統計学への貢献である。彼の最も有名な著作である1752年のStaatsverfassung der Europäischen Reiche im Grundrisse（『ヨーロッパ諸国の構造概要』）では諸国の構造を総合的に描き、とりわけ農業、工業、商業について統計を交えて記述した。ドイツの経済学者はアッヘンヴァルを「統計学の父」と主張するが、イギリスの著述家はその主張はウィリアム・ペティなどアッヘンヴァル以前の研究者を無視していると批判する。彼はまた政治家の国家運営に必要な全ての知識を意味する用語としてStaatswissenschaften（「国家学」）を提唱した。

## 著作
本節の出典はADBである。
- Abriß der neuen Staatswissenschaft der vornehmen Europäischen Reiche und Republiken, 1749. 1752年以降の再版ではStaatsverfassung der Europäischen Reiche im Grundrisseに改名された。
- Naturrecht, 1750, 1753.（ヨハン・シュテファン・ピュッター（英語版）と共著）
- Jus Naturae, 2 vol., 1755–56 ff, edition VII in 1781 with a preface from Johann Henrick Christian de Selchow.
- Grundsätze der Europäischen Geschichte, zur politischen Kenntnis der heutigen vornehmsten Staaten, 1754. 1759年の第2版でDie Geschichte der heutigen vornehmsten Staaten im Grundrisseに改名、1779年に第5版。
- Entwurf der Europäischen Staatshändel des 17. und 18. Jahrhunderts, 1756. 1759年に第4版。
- Staatsklugheit nach ihren ersten Grundsätzen, 1761.
- Juris gentium Europaei practici primae lineae, 1775.（未完成）